# 男として死ぬ
『男として死ぬ』（おとことしてしぬ、Morrer Como Um Homem）は2009年のポルトガルのドラマ映画。2010年のブエノスアイレス国際インディペンデント映画祭において最優秀作品賞を受賞している。
日本では劇場未公開で、スカパー!で放送されたのみであったが、回顧展上映の形で2013年に各地で劇場公開された。

## ストーリー
ポルトガルの首都リスボンで暮らす中年ドラァグクイーンが、息子や恋人、友人など、周囲の人々との交流の中で、病によって死を迎え、最期は「男として死ぬ」までを描く。

## キャスト
- トニア - フェルナンド・サントス： 中年ドラァグクイーン。
- ロザリオ - アレクサンデル・ダヴィッド： トニアの同棲中の恋人。薬物依存症。
- マリア・バッカー - ゴンサーロ・フェレイラ・デ・アルメイダ： 森の中で隠遁生活を送る謎めいた女装の男性。
- ゼ・マリア - チャンドラ・マラティッチ： トニアの息子。父であるトニアを嫌う。
- イレーネ - シンディ・スクラッチ： トニアの親友。

## その他
第83回アカデミー賞外国語映画賞に出品されたが落選している。
フランスの映画批評誌カイエ・デュ・シネマ誌による2009年の年間ベストテンに選出されている。